# Dicte (cantante)
Dicte, pseudonimo di Benedicte Westergaard Madsen (Glostrup, 9 settembre 1966), è una cantante danese.

## Biografia
Dicte ha iniziato a cantare in pubblico negli anni '80, fino alla fondazione del gruppo con cui ha avviato la sua carriera nel 1989, Her Personal Pain. È rimasta nel gruppo fino al 1993, dopo aver realizzato con loro un disco e una tournée internazionale.
Nel 1994 ha pubblicato il suo primo album come solista, Between Any Four Walls, seguito da Voodoo Vibe nel 1996 e da This Is Cool nel 2000. Nel 2003 il suo quarto album Gone to Texas è stato il suo primo ingresso nella classifica danese inaugurata due anni prima, dove ha raggiunto la 10ª posizione.
Fra gli altri conseguimenti della carriera di Dicte, vi sono un disco d'oro per il singolo natalizio del 2006 Drømte mig en lille drøm, che ha venduto più di 45 000 copie in Danimarca, e una candidatura ai Danish Music Award per l'artista dell'anno nel 2007.

## Discografia

### Album in studio
- 1994 – Between Any Four Walls
- 1996 – Voodoo Vibe
- 2000 – This Is Cool
- 2003 – Gone to Texas
- 2006 – Dicte & The Sugarbones (Dicte & The Sugarbones)
- 2010 – Tick Tock (Dicte & The Sugarbones)
- 2016 – Perfume
- 2017 – Uppers (con Claus Hempler)

### EP
- 2007 – Har vi feber (con Peter Belli)

### Singoli
- 1994 – Waste of Time
- 1994 – Touched by the Lord
- 1996 – Taxi
- 1996 – Queen It
- 1997 – You're the Boss (con Claus Hempler e Ib Glindemann and His Orchestra)
- 1997 – F16
- 1999 – If You Go Away
- 2000 – Don't Tell
- 2000 – If This Is Cool
- 2002 – Make It Alright
- 2003 – A Good Day
- 2003 – No! (Let Me Hear You Say)
- 2004 – So So Good
- 2006 – Drømte mig en lille drøm
- 2009 – Cigarette
- 2014 – En sang fra dig (Lydspor fra Bibelen)
- 2015 – Nature Boy (con Lennart Ginman)
- 2015 – All I Want Is You
- 2017 – Sheep Dreams (con Claus Hempler)
- 2017 – Practice Makes Perfect (con Claus Hempler)